# Kawai Kanjirō

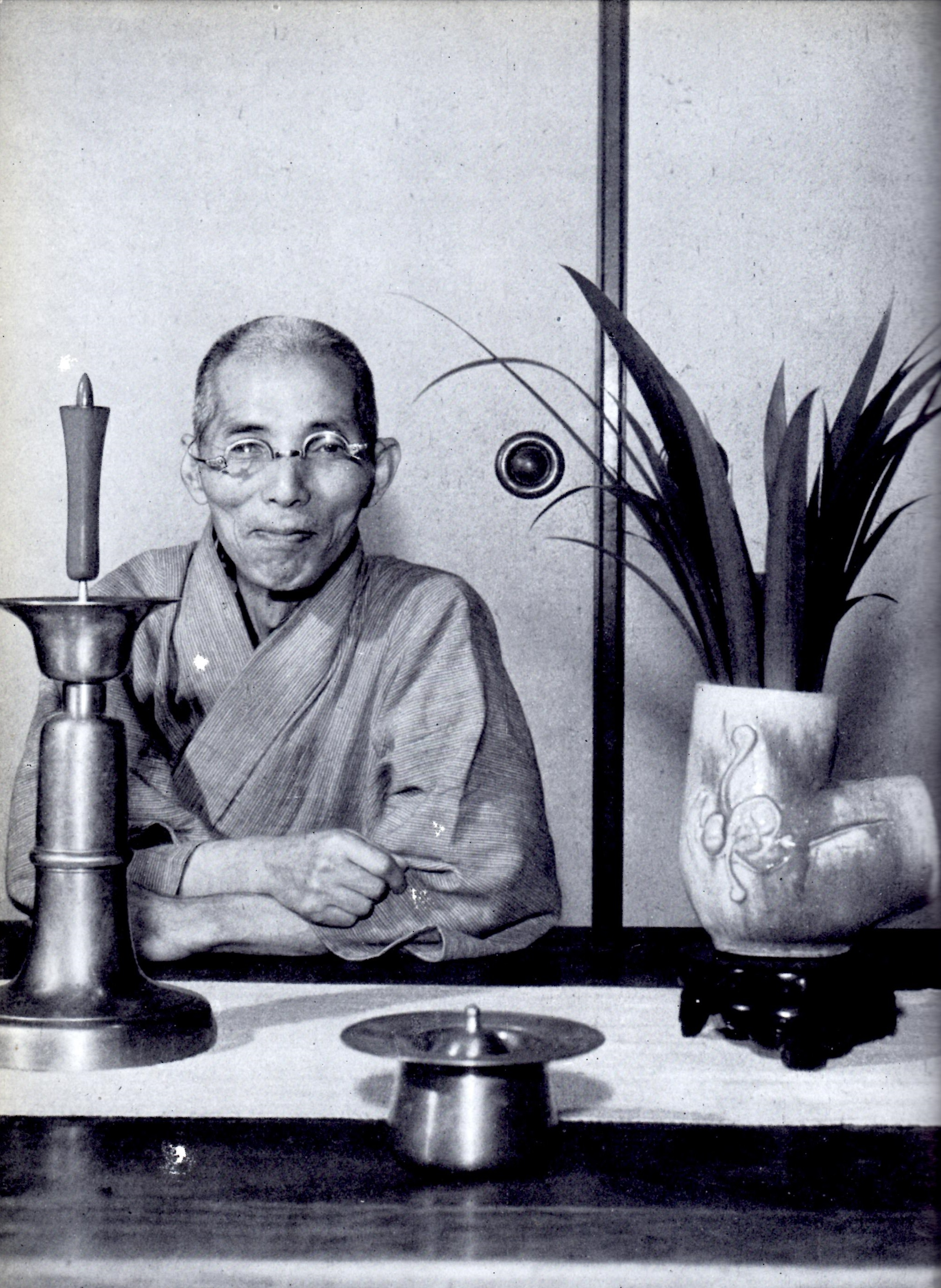
Kawai Kanjirō

Kawai Kanjirō (jap. 河井 寛治郎 in Yasugi, Landkreis Nogi, Präfektur Shimane; * 24. August 1890; † 18. November 1966) war ein japanischer Töpfer der Shōwa-Zeit.

## Leben

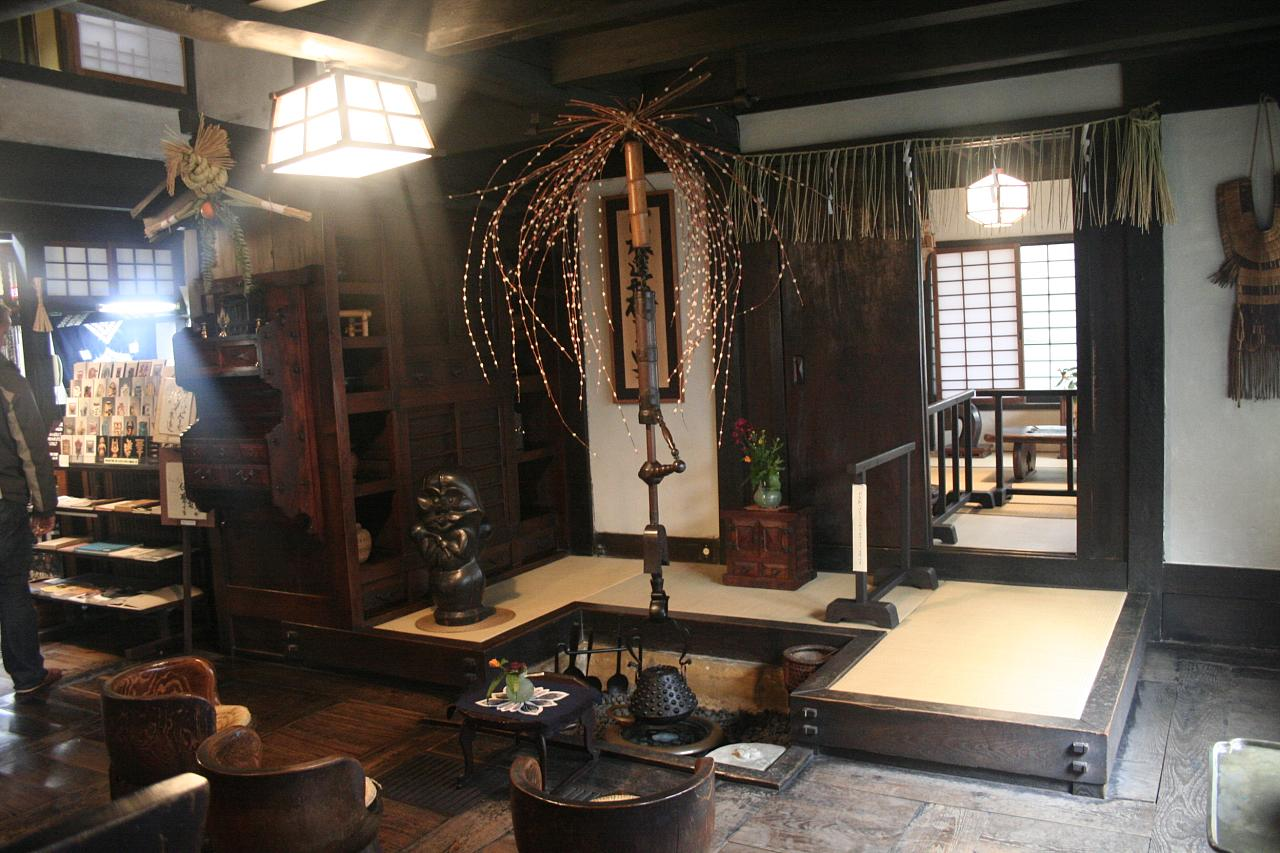
Im Haus von Kawai

Kawai absolvierte ein Studium der Keramik an der „Höheren Technischen Schule Tokio“  (東京高等工業学校, Tōkyō kōtō kōgyō gakkō). Danach arbeitete er an dem „Kyoto Ceramic Testing Institute“, wo er Hamada Shōji kennen lernte. 1920 eröffnete er seinen eigenen Brennofen in Gojōzaka in Kyoto. Zunächst produzierte er Stücke nach alter chinesischer und koreanischer Tradition und wurde auf einer Einzelausstellung im folgenden Jahr bekannt.
1924 lernte er durch Vermittlung von Hamada Yanagi Muneyoshi (1889–1961) kennen und unterstützte ihn bei seinen Bemühungen, ein „Museum für Volkskunst“ zu gründen. Er selbst schloss sich dessen Volkskunst-Bewegung an und änderte seinen Stil entsprechend. So bildeten er und Hamada die Zwei Pfeiler (双璧, sōheki) der Volkskunst-Keramik. 1929 konnte er seine Stücke auf einer Einzelausstellung im Kaufhaus Takashimaya zeigen.
Typische Farbgebungen Kawais sind Kombinationen von Schwarzbraun (黒褐釉, kokkatsu-yū), Eisen (鉄絵, tetsue), Zinnober (辰砂, shinsha), schwach erhitztes Blei (鉛釉, en-yū)  und andere Farben, mit denen er Gräser und Blumen oder Tiere skizzierte auf Keramik für den Alltagsgebrauch. Er schuf damit einen unverwechselbaren Beitrag zur Volkskunst. Eine Reihe seiner Stücke sind der Form nach deutlich durch den Art-déco-Stil beeinflusst.
Das National Museum of Modern Art Kyōto besitzt eine über 500 Stücke umfassende Sammlung, ein Geschenk des verstorbenen Besitzers des Kaufhauses Takashimaya, Kawakatsu Ken'ichi. – Eine gute Übersicht bietet das Ōhara-Kunstmuseum, das Kawai, zusammen mit Hamada und Bernard Leach, einen eigenen Flügel in dem Museum widmet. – Kawais Werkstatt in Kyoto kann besichtigt werden.